# Cirrhinus fulungee
Cirrhinus fulungee är en fiskart som först beskrevs av Sykes, 1839.  Cirrhinus fulungee ingår i släktet Cirrhinus och familjen karpfiskar. IUCN kategoriserar arten globalt som livskraftig. Inga underarter finns listade i Catalogue of Life.